# 加拿大總理
加拿大總理（英語：Prime Minister of Canada）是加拿大的政府首腦。雖然加拿大君主（由總督代表）是加拿大的國家元首，依照憲政慣例和傳統，總理才是握有行政實權的人。加拿大總理是由加拿大總督（加拿大君主在加拿大的代表）任命，通常是一個能得到國會支持的人選。這個人選在慣例上是加拿大國會下議院多數黨派的領袖，但兩位上議院議員也曾經擔任過臨時總理。

## 簡介
所有年滿18歲或以上的加拿大國民都有資格參選為加拿大總理。迄今為止，大多數的加拿大總理都可以説英語和法語。由1951年起，所有的總理的官邸都是在首都渥太華的萨塞克斯径24号。加拿大頭8位總理都被英國皇室頒發爵位头衔，直至到1919年加拿大國會立法請求後，英國皇室不再將頭銜給予加拿大國民。
雖然國會下議院的屆期不超過五年，總理可以在任何時候要求總督解散國會並舉行大選。再者，若下議院在其任期內通過對政府的不信任動議，總理及其內閣可向總督請辭並由總督任命另一位可得到國會信任的人選，或選擇咨請總督解散國會，因而導致大選提前發生，國會重新改選，稱提前選舉(Snap Election)。
如果總理及其組成的政府的所屬政黨在議會擁有過半數的議席，則稱多數政府。相反，如果議會的最大黨的議席少於半數，執政黨只能組成少數政府。一般來説，多數政府的任期比少數政府長。少數政府的壽命平均只有18個月。加拿大任期最短的總理是約翰·特納，任期只有2個半月，且不在總理任期間兼任國會議員。

## 權力和在國會的角色
加拿大總理在通過議案中扮演非常重要的角色。大多數的議案都是由總理委任的內閣提出的。雖然理論上，所有內閣的決定要一致，但是實質上，總理擁有全部的決定權。總理有權委任（或向總督作出提議）以下的政府職位：
- （向加拿大君主负责的）加拿大總督
- 內閣成員
- 大使
- 加拿大國會上議院議員

以下的職位總理有直接委任權：
- 加拿大公營企業的主席（例如：加拿大郵政、加拿大鐵路（VIA））
- 最高法院的法官
- 加拿大聯邦政府屬下的機構

從國内的政治來説，加拿大總理在國會下議院有很大的權力。加拿大的政黨都要求它們每一個國會議員都要遵守本政黨紀律，例如在國會上決議是跟隨黨領袖的決定。
雖然加拿大總理是民主選舉產生的，但一般西敏制議會的首相或總理通常比共和制總統的權力大，他（她）比其他民主制國家的領導人擁有更多權力。

## 外部連結
- 加拿大總理官方網頁（英語或法語）（页面存档备份，存于）
- 加拿大總理簡介（英語）（页面存档备份，存于）

1. ↑  . Parliament of Canada.   [July 2, 2025].